# Fulvia (cràter)
Fulvia és un cràter amb coordenades planetocèntriques de -24.25 ° de latitud nord i 294.64 ° de longitud est, sobre la superfície de l'asteroide del cinturó principal (4) Vesta. Fa 16.73 km de diàmetre. El nom adoptat com a oficial per la UAI el cinc de febrer de 2014. i fa referència a Fúlvia, noble romana casada amb i esposa de Publi Clodi Pulcre, de Gai Escriboni Curió i de Marc Antoni.